# ولادیمیر گوتسائف
ولادیمیر گوتسائف(به گرجی: ვლადიმერ გუცაევი) (به روسی: Владимир Гаврилович Гуцаев(ولادیمیر گاوریلوویچ گوتسائف) (زاده ۲۱ دسامبر ۱۹۵۲) یک بازیکن و مربی فوتبال بازنشسته اهل گرجستان است. او از سال ۲۰۰۴ تا ۲۰۰۸ نماینده مجلس گرجستان از حزب جنبش اتحاد ملی گرجستان بود.